# فيل كونيل
فيل كونيل (بالإنجليزية: Phil Connell)‏ هو لاعب كرة قدم أمريكية أمريكي، ولد في 24 أغسطس 1874 في ناشفيل في الولايات المتحدة، وتوفي في 13 فبراير 1932 في المكسيك.